# Alpaida nadleri
Alpaida nadleri este o specie de păianjeni din genul Alpaida, familia Araneidae, descrisă de Levi, 1988.
Este endemică în Venezuela. Conform Catalogue of Life specia Alpaida nadleri nu are subspecii cunoscute.